# Colin Ingleby-Mackenzie
Colin Ingleby-Mackenzie, né le 15 septembre 1933 et décédé le 9 mars 2006, était un joueur anglais de cricket.

## Biographie
Ce batteur gaucher joua pour l'équipe du Hampshire de 1951 à 1966 et fut même capitaine de cette formation de 1958 à 1965. Avec le Hampshire, il remporta le titre des counties anglais en 1961.
Après sa carrière de joueur, il devint président du Marylebone Cricket Club.
Il reçoit l'Ordre de l'Empire britannique (OBE) en 2005.